# Emperom
Emperom is een bestuurslaag in het regentschap Banda Aceh van de provincie Atjeh, Indonesië. Emperom telt 2689 inwoners (volkstelling 2010).